# Gallicolumba
Gallicolumba é um gênero de aves da família Columbidae.
As seguintes espécies são reconhecidas:
- Gallicolumba luzonica (Scopoli, 1786)
- Gallicolumba crinigera (Pucheran, 1853)
- Gallicolumba platenae (Salvadori, 1893)
- Gallicolumba keayi (Clarke, WE, 1900)
- Gallicolumba menagei (Bourns & Worcester, 1894)
- Gallicolumba rufigula (Pucheran, 1853)
- Gallicolumba tristigmata (Bonaparte, 1855)
- Gallicolumba hoedtii (Schlegel, 1871)
- Gallicolumba jobiensis (Meyer, AB, 1875)
- Gallicolumba kubaryi (Finsch, 1880)
- Gallicolumba erythroptera (Gmelin, JF, 1789)
- Gallicolumba xanthonura (Temminck, 1823)
- Gallicolumba stairi (Gray, GR, 1856)
- Gallicolumba sanctaecrucis Mayr, 1935
- †Gallicolumba ferruginea (Forster, JR, 1844)
- †Gallicolumba salamonis (Ramsay, EP, 1882)
- Gallicolumba rubescens (Vieillot, 1818)
- Gallicolumba beccarii (Salvadori, 1876)
- Gallicolumba canifrons (Hartlaub & Finsch, 1872)
- †Gallicolumba norfolciensis Latham, 1801